# Neuvelle-lès-Champlitte
Neuvelle-lès-Champlitte est une ancienne commune française du département de la Haute-Saône en région Bourgogne-Franche-Comté. Elle est associée à la commune de Champlitte depuis 1972.

## Géographie
Neuvelle est situé a 3 km au sud de Champlitte, à côté de l’axe routier Gray / Champlitte. Le village est traversé au nord par le Salon.

## Toponymie
L'origine du nom Neuvelle vient de son nom latin d'origine Nova Villa, mentionné pour la première fois au Xe siècle, qui désignait un domaine récemment défriché[réf. souhaitée]. Le nom est modifié en Neufville en 1329, en Neuvelle lès Margilley en 1765 puis simplement Neuvelle et enfin Neuvelle-lès-Champlitte après la Première Guerre mondiale.

## Histoire
Les origines de Neuvelle sont mal connues, mais l'abbé Roussel suggère qu'elles seraient liées à celles de Champlitte et à la même période.
Au XIe siècle, Neuvelle semble être une seigneurie indépendante dont les seigneurs sont inhumés à l'abbaye de Bèze. Ensuite le village passe sous la suzeraineté de Champlitte et des comtes de Bourgogne, plus tard, au XIVe siècle, à la famille de Vergy, puis à Hugues de Marmier en 1551. En 1789, le village fait partie du bailliage de Gray et son seigneur est le marquis de Toulongeon.
Le 31 décembre 1972, Neuvelle-lès-Champlitte est rattachée sous le régime de la fusion-association à Champlitte-et-le-Prélot qui devient Champlitte.

## Héraldique
| Blason | Blasonnement : Parti de gueules et d’argent accompagné d’une marmotte d’argent et d’un tau d’azur. |

## Administration
| Période                                  | Période  | Identité        | Étiquette | Qualité |
| ---------------------------------------- | -------- | --------------- | --------- | ------- |
| ?                                        | En cours | Raymond Vincent |           |         |
| Les données manquantes sont à compléter. |          |                 |           |         |

## Démographie
| 1790 | 1793 | 1800 | 1801 | 1806 | 1815 | 1821 | 1831 | 1836 |
| ---- | ---- | ---- | ---- | ---- | ---- | ---- | ---- | ---- |
| 381  | 282  | 368  | 346  | 421  | 412  | 403  | 440  | 444  |

| 1841 | 1851 | 1856 | 1861 | 1881 | 1891 | 1906 | 1911 | 1921 |
| ---- | ---- | ---- | ---- | ---- | ---- | ---- | ---- | ---- |
| 455  | 415  | 415  | 320  | 287  | 252  | 275  | 262  | 264  |

| 1926 | 1931 | 1936 | 1946 | 1954 | 1962 | 1968 | 1993 | 2010 |
| ---- | ---- | ---- | ---- | ---- | ---- | ---- | ---- | ---- |
| 262  | 228  | 172  | 199  | 180  | 159  | 137  | 118  | 110  |

## Lieux et monuments
- Monument à Alexandre Petitjean au cimetière.
- Pont sur le Salon, datant du XVIIe siècle.